# هیپنوتایز
«هیپنوتایز» یا هیپنوتیز شدن (به انگلیسی: Hypnotize) آلبومی از گروه موسیقی پراگرسیو متال سیستم آو ا داون است که در سال ۲۰۰۵ میلادی منتشر شد. هیپنوتایز در واقع همان آلبوم مزمرایز است. در واقع آلبوم مزمرایز و هیپنوتایز یکی هستند‌ اما به دلیل حجم زیاد آهنگ ها به دو آلبوم تقسیم شد و در دو سال متفاوت عرضه شد.